# Carmela Silva
María del Carmen Silva Rego, dite « Carmela », née le 26 novembre 1960 à Vigo, est une femme politique espagnole, membre du Parti socialiste ouvrier espagnol (PSOE).
Députée entre 1997 et 2000, elle entre au cabinet de la ministre de l'Agriculture en 2004, puis est nommée adjointe au maire à l'Urbanisme de sa ville natale en 2007. L'année suivante, elle gagne un siège de sénatrice et devient alors porte-parole du groupe socialiste.
Elle retourne au Congrès des députés en 2011, dont elle est élue deuxième secrétaire. Ayant pris en juillet 2015 la présidence de la députation provinciale de Pontevedra, elle quitte le Congrès six mois plus tard. Elle est confirmée à la tête de l'institution provinciale en juillet 2019 avec une majorité relative renforcée.

## Biographie

### Formation
Elle est titulaire d'une licence en droit économique et d'un certificat d'éducation spécialisée. Pendant un temps, elle exerce le métier d'éducatrice spécialisée.

### Les débuts en politique
Candidate aux élections générales anticipées du 3 mars 1996, elle n'est pas élue députée de la circonscription de Pontevedra mais elle fait son entrée en 1997 avec la démission d'Abel Caballero, où elle est porte-parole socialiste à la commission mixte pour les Relations avec le Tribunal des comptes à partir du 20 janvier 1998. 
Ne s'étant pas représentée en 2000, elle est choisie, quatre ans plus tard, comme conseillère parlementaire par la nouvelle ministre de l'Agriculture, de la Pêche et de l'Alimentation, Elena Espinosa.
À la suite des élections municipales du 27 mai 2007, auxquelles elle n'était pas candidate, elle est nommée conseillère à l'Urbanisme et au Logement de la mairie de Vigo, remportée par le socialiste Abel Caballero, avec le soutien des nationalistes galiciens.

### Responsable au Sénat et au Congrès
Aux élections générales du 9 mars 2008, elle se présente pour l'un des quatre sièges au Sénat dans la province de Pontevedra, et remporte plus de 223 000 voix, soit le quatrième meilleur résultat. Entrée à la chambre haute, elle est désignée porte-parole du groupe socialiste le 23 mars par José Blanco, en remplacement de Joan Lerma, étant la première femme à occuper un tel poste. Elle renonce à ses fonctions municipales, au grand dam de Caballero et en pleine préparation du plan local d'urbanisme (PXOM).
Toutefois, à l'occasion des élections municipales du 22 mai 2011, elle est élue au conseil municipal de Vigo, puis est désignée conseillère à l'Urbanisme, aux Quartiers historiques et aux Grands projets, avec le rang de première adjointe au maire, trois semaines plus tard, devenant, de facto, le bras droit d'Abel Caballero.
Elle est proposée, le 23 septembre suivant, comme tête de liste dans la province de Pontevedra pour les élections générales anticipées du 20 novembre, mais le secrétaire général du Parti des socialistes de Galice-PSOE, Pachi Vázquez, s'y oppose, rappelant que les statuts du parti interdisent le cumul des mandats. Le 3 octobre, la commission exécutive du PSdeG-PSOE approuve les candidatures, les accompagnant d'un rapport demandant le respect des statuts à ce sujet voté à l'unanimité, en l'absence de huit représentants de Pontevedra.
Élue députée à l'occasion du scrutin, elle est proposée, le 12 décembre, comme secrétaire du Congrès des députés par le groupe socialiste, désormais revenu dans l'opposition. Elle est officiellement désignée le lendemain, obtenant le poste de deuxième secrétaire après avoir reçu 63 voix, le deuxième score du scrutin. Le 5 février 2012, elle entre à la commission exécutive fédérale du PSOE, comme secrétaire à l'Immigration, sur décision du nouveau secrétaire général, Alfredo Pérez Rubalcaba, qui remercie de cette manière le soutien d'Abel Caballero à sa candidature.

### Le serpent de mer du cumul des mandats
Alors qu'elle était censée renoncer à son mandat local en janvier 2012, au mois de mai suivant, un groupe d'opposants internes à Caballero au sein de la section de Vigo demande à la direction fédérale la suspension de Carmela Silva, pour non-respect des règles internes sur le non-cumul des mandats et fonctions, soulignant qu'elle exerce pas moins de huit mandats électoraux et fonctions au sein de l'appareil du parti. Trois jours après cette plainte, le maire de Vigo confirme qu'elle renoncera à ses responsabilités à la fin du mois de juin, afin de se concentrer sur ses mandats et responsabilités au niveau national. Cependant, le jour de la dernière plénière du conseil municipal de juin, elle conserve l'intégralité de ses fonctions, entraînant une demande de sanction de la commission permanente du Parti des socialistes de Galice-PSOE.

### Renoncement temporaire
Alors que, consciente de l'image que donne cette lutte interne de la mairie, elle choisit, le 8 juillet, son retrait du Congrès des députés, un problème de santé la contraint à se mettre en retrait de la vie politique le lendemain, Caballero suspendant l'ensemble de ses activités tandis que le groupe municipal du Parti populaire fait savoir qu'il cesse toute critique jusqu'à son rétablissement. Le maire choisit alors Carlos Font, deuxième adjoint, conseiller au Trafic et à la Gestion municipale, pour assumer l'intérim. Le 10 août, Abel Caballero annonce qu'elle reviendra en septembre à la vie politique, un retour qui ne se produit finalement pas. Atteinte d'un cancer de la vessie, elle reprend ses activités politiques en janvier 2013, en assistant à une réunion de la commission exécutive fédérale du PSOE.

### Présidente de la députation de Pontevedra
À la suite des élections municipales du 24 mai 2015, Carmela Silva est élue présidente de la députation provinciale de Pontevedra par 14 voix favorables, bénéficiant du soutien du Bloc nationaliste galicien (BNG). Elle est la première femme, et la première socialiste, à occuper cette fonction. Lors de sa prise de fonction, Abel Caballero est présent ainsi qu'une vingtaine de hauts responsables socialistes provinciaux, afin de mettre en scène leur pouvoir et leur importance au sein du Parti des socialistes de Galice-PSOE.
Elle déclare trois jours plus tard qu'elle compte démissionner du Congrès des députés avant la tenue de la séance plénière de la fin août, quand bien même il ne s'agit pas d'une obligation légale. Elle continue finalement de siéger à la rentrée de 2015 mais ne se représente pas aux élections générales du 20 décembre suivant.
Le 3 juillet 2019, elle est réélue avec 16 suffrages en sa faveur, disposant de nouveau de l'appui du BNG. Pour ce mandat, le PSOE bénéficie désormais de 13 élus sur 27, échouant à conquérir la majorité absolue en raison de 500 voix manquantes dans le district de Cambados.
Lors du congrès du Parti des socialistes de Galice-PSOE (PSdeG-PSOE) de 2021, elle devient présidente de la commission exécutive, après que la liste de candidats pour cette instance, proposée par le secrétaire général élu, Valentín González Formoso (es), a été élue le 8 décembre avec plus de 81 % des suffrages exprimés. Sa nomination reflète la volonté d'unité interne du nouveau dirigeant, puisque la section de Vigo, où elle milite, n'a pas soutenu celui-ci.
À l'occasion des élections municipales du 28 mai 2023, le Parti populaire parvient à faire élire trois députés supplémentaires, remportant la majorité absolue avec 14 députés sur 27 à la députation, mettant un terme à huit ans de mandat de Carmela Silva.

## Liens de famille
Carmela Silva est la mère du footballeur professionnel Iago Falqué.